# Bouresse
Bouresse település Franciaországban, Vienne megyében. Lakosainak száma 623 fő (2022. január 1.). Bouresse Brion, Gouex, Mazerolles, Queaux, Saint-Laurent-de-Jourdes, Saint-Secondin, Usson-du-Poitou és Verrières községekkel határos.

## Népesség
A település népességének változása:
| Lakosok száma | 563  | 569  | 597  | 584  | 592  | 601  | 607  | 621  | 623  |
|               | 2013 | 2015 | 2016 | 2017 | 2018 | 2019 | 2020 | 2021 | 2022 |